# Kolobom
Unter einem Kolobom (von altgriechisch κολόβωμα kolóbōma ‚bei Verstümmelung entfernter Teil‘; auch Colobom) versteht man im weitesten Sinne eine angeborene oder erworbene Spaltbildung.
Ein okulares Kolobom ist eine Spaltbildung im Bereich des Auges, welche die Iris (Regenbogenhaut), Linse, Netzhaut, Aderhaut (Choroidea), Sehnervenpapille und/oder das Augenlid betreffen kann. Die Auswirkungen hängen von Ausprägung und Größe ab.

## Pathogenese

### Angeborenes Kolobom

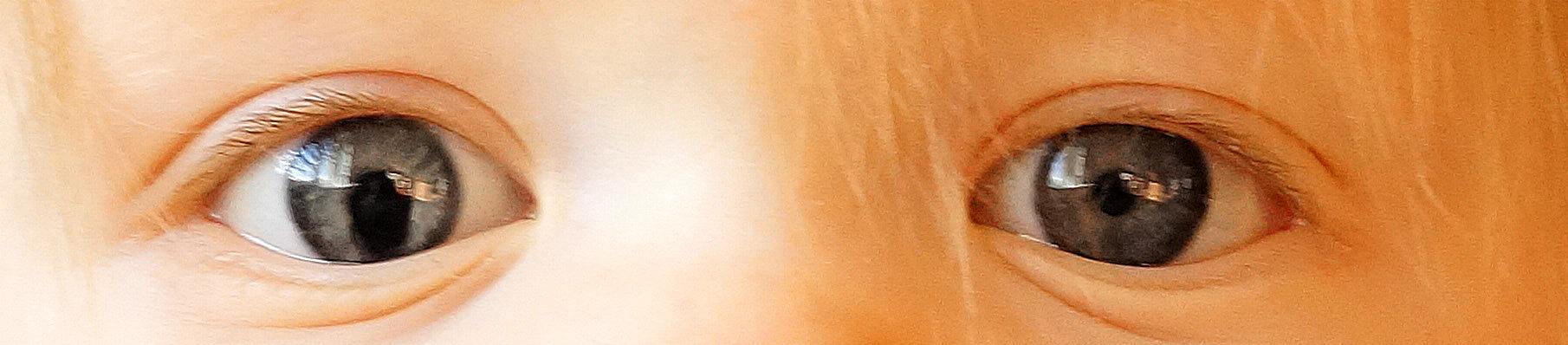
Augen eines einjährigen Kindes mit angeborener Spaltbildung der rechten Iris (Iris-Kolobom)

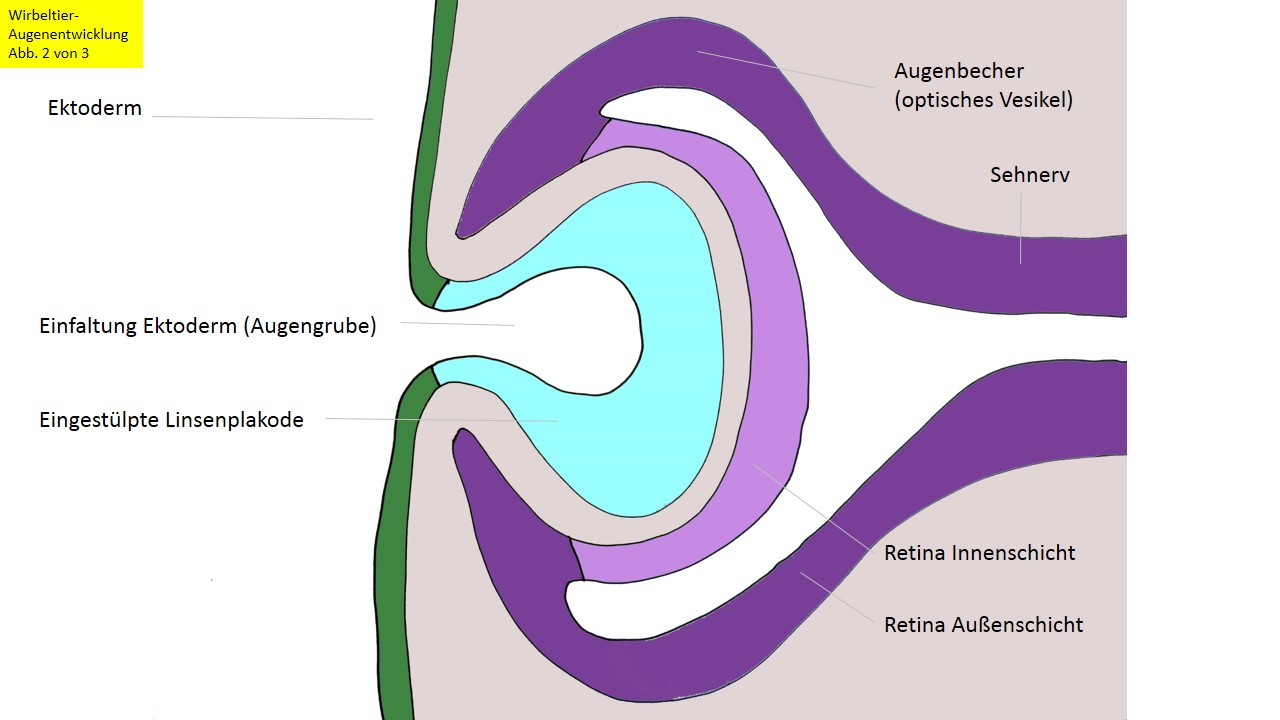
Die embryonale Augenentwicklung führt über das Augenbläschen zum Augenbecher (dargestellt) und damit zu einer Spalte, die normalerweise später vollständig geschlossen wird.

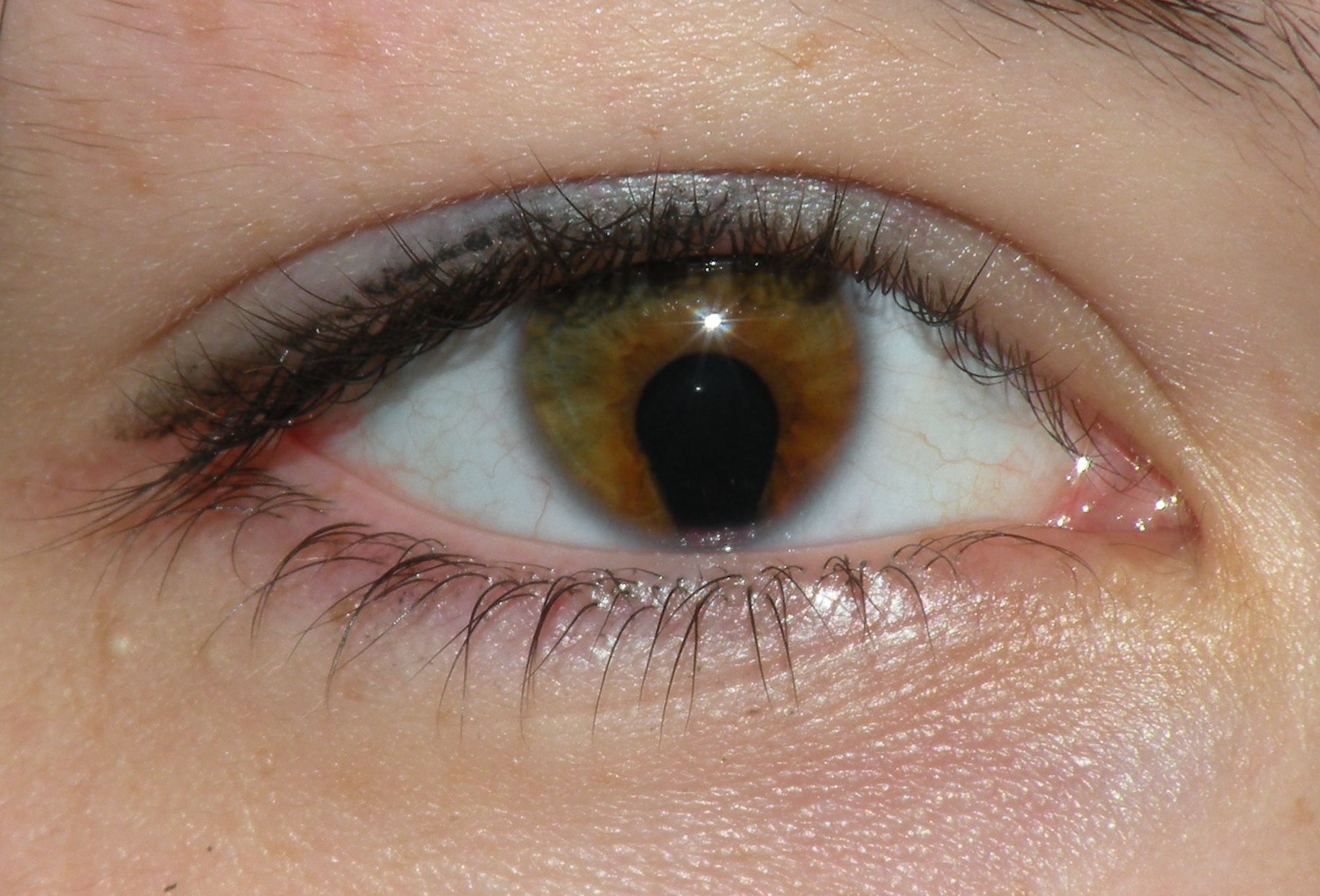
Iris-Kolobom einer 16-Jährigen

Eine angeborenen Spaltbildung ist Folge von Störungen der embryonalen Entwicklung des Auges und wird den Hemmungsfehlbildungen zugeordnet. Infolge fehlgesteuerter Prozesse unterbleibt ein vollständiger Schluss der Augenbecherspalte, die nach der Einstülpung (Invagination) des Augenbläschens zum Augenbecher zwischen den Umschlagsfalten regelmäßig entsteht.
Da der embryonale Augenbecherspalt in Richtung des Augenbecherstiels nach nasal unten zeigt, findet sich das angeborene Iriskolobom meist ebenfalls unten, nasal. Je nach Ausprägung sind von der Spaltbildung nur ein Teil oder auch mehrere Teile des Auges betroffen. Manchmal ist der betroffene Augapfel etwas verkleinert (Mikrophthalmie).
Die Fehlbildung kann in dieser Entwicklungsphase durch bestimmte chemische Substanzen hervorgerufen werden, etwa ein Medikament wie Contergan. Daneben gibt es erbliche Faktoren (u. a. Katzenaugen-Syndrom, CHARGE-Syndrom, MACOM-Syndrom, Trisomie 3, Cohen-Syndrom, Lenz-Syndrom) sowie auch ein spontanes Auftreten der Entwicklungsstörung.

### Erworbenes Kolobom
Erworbene Kolobome sind in der Regel auf äußere Gewalteinwirkung bei Unfällen oder Operationen zurückzuführen. Dadurch kann es beispielsweise zu einer Spaltung des Augenlides oder der Iris kommen.

## Therapie
Das Kolobom als angeborene Fehlbildung des Auges kann bereits im Kindesalter behandelt werden. Die Fehlbildung als solche ist dabei nicht zu beheben, doch ist eine symptombezogene Behandlung möglich, die sich an der Ausprägung des Koloboms orientiert.
Ein kleines Kolobom der Iris erfordert nicht unbedingt eine operative Maßnahme. Es lässt sich mit einer kosmetischen Kontaktlinse kaschieren, falls das Iriskolobom subjektiv als ein ästhetischer Mangel empfunden wird. Durch augenchirurgische Nahtverfahren kann ein gebildeter Spalt verkleinert oder verschlossen werden. Bei Linsenfehlbildungen oder fehlender Linse wird ein Linsenimplantat eingesetzt. Kolobome jedoch, die auch den optischen Anteil der Retina betreffen, sind mit Gesichtsfeldausfällen verbunden, die weder korrigiert noch aufgehoben werden können.